# Ministero degli affari interni (Russia)
Il Ministero degli affari interni, in russo Министерство внутренних дел России (МВД)?, Ministerstvo vnutrennich del Rossii (MVD), è un dicastero del governo russo che, in varie sfere operative, si occupa del controllo e della protezione dei cittadini all'interno della Federazione Russa.

## Storia

### Periodo Imperiale (1802-1917)
L'8 settembre 1802 il neoeletto imperatore Alessandro crea il Ministero per il Controllo delle faccende governative dell'Impero russo, nominando come ministro il conte Viktor Kočubej. Il 25 luglio 1810 viene formato il Ministero della polizia, con gli stessi incarichi del precedente. Il 30 marzo 1816 viene formato il Corpo autonomo delle guardie interne. Il 9 gennaio 1905 polizia russa viene impiegata per disperdere l'enorme manifestazione contro lo Zar; la situazione scappa al controllo degli agenti che sparano contro la folla. Dal 23 al 28 febbraio 1917 la polizia reprime duramente i manifestanti insorti contro il potere dello Zar. Alcune divisioni dell'esercito si uniscono ai bolscevichi. Il Ministero dell'interno cessa di esistere, nelle singole città dell'Impero vengono formate forze di polizia autonome.

### Periodo sovietico (1917-1991)
Il 25 ottobre 1917 il governo comunista decide di creare 13 commissariati popolari, tra cui quello per gli affari interni. La policija viene rinominata in milicija. Durante la seconda guerra mondiale, vengono creati dei reparti di controspionaggio in appoggio a quelli militari. Il 27 settembre 1945 viene creato il Dipartimento "S", per le operazioni speciali. L'11 febbraio 1969 la struttura del Ministero dell'interno viene modificata. Il 26 aprile 1986, per contenere l'incendio e per evacuare i civili da Černobyl, sono stati impiegati centinaia di agenti, di cui alcune decine sono morte per le radiazione subite. Il 26 dicembre 1991, a causa dello scioglimento dell'Unione Sovietica, il Ministero dell'interno è entrato in una fase di crisi.

### Periodo contemporaneo (1991-presente)
Il 25 dicembre 1991, dopo le dimissioni di Gorbačëv, il Ministero dell'Interno viene rinominato da Ministero dell'interno dell'Unione Sovietica in Ministero dell'interno della Federazione Russa. Il 28 gennaio 2011, il presidente russo Medvedev riforma il Ministero dell'interno, rinominando la milicija in policija, come nella Russia imperiale.

## Dipartimenti regionali
Il Ministero dell'interno russo è diviso in 8 Dipartimenti regionali, ovvero
- Mosca, Dipartimento Centrale
- San Pietroburgo, Dipartimento Nordoccidentale
- Rostov sul Don, Dipartimento Meridionale
- Pjatigorsk, Dipartimento Caucaso Settentrionale
- Niznij Novgorod, Dipartimento del Volga
- Ekaterinburg, Dipartimento degli Urali
- Novosibirsk, Dipartimento della Siberia
- Vladivostok, Dipartimento Orientale.

## Struttura
Il sistema centralizzato unico del Ministero dell'Interno russo comprende:
- gli Organi dell'Interno, che comprendono la polizia russa;
- l'apparato centrale del Ministero dell'Interno russo;
- gli organi territoriali del Ministero dell'Interno russo;
- le strutture di formazione del Ministero dell'Interno russo;
- le strutture ricerco-scientifiche del Ministero dell'Interno russo;
- le strutture medico-sanitarie del Ministero dell'Interno russo;
- le strutture regionali per la fornitura logistico-tecnica del Ministero dell'Interno russo;
- Dipartimento Centrale per il Controllo del Traffico di stupefacenti;
- Dipartimento Centrale per l'Immigrazione.

## Reparti dipendenti
I principali Reparti del Ministero dell'Interno e della polizia sono:
- Dipartimento Investigativo del Ministero dell'Interno della Federazione Russa
- Comando di Ricerca Operativa (OPU)
- Ispezione Governativa per la Sicurezza del Circuito Stradale (GIBDD)
- Comando Generale per il controllo dell'Ordine pubblico
- Comando Generale per la lotta all'estremismo
- Comando Generale per la Sicurezza Personale
- Comando Generale dei Trasporti
- Comando Generale per il controllo degli stupefacenti
- Comando Generale per l'Immigrazione
- Comando Generale per l'Accertamento dei Reati
- Comando Generale per la Sicurezza Economica e per la lotta alla corruzione
- Dipartimento per le Relazioni con il pubblico
- Dipartimento per le tecnologie informative,di comunicazione e per la Protezione dell'informazione
- Dipartimento per la fornitura Logistica e medica
- Dipartimento per la politica economica-finanziaria e per le garanzie sociali
- Dipartimento d'Analisi organizzativa
- Centro per la polizia scientifica
- Bureau Centrale Nazionale dell'Interpol
- Bureau per gli eventi tecnici speciali (Direzione "K")
- Comando per la Sicurezza delle entità sotto protezione governativa
- Centro per le Forze Speciali e di Reazione Rapida
- Dipartimento per l'Aviazione del Ministero dell'Interno della Federazione Russa
- Comando per la Sicurezza durante gli eventi sportivi
- Istituto federale per le Investigazioni scientifiche del Ministero dell'Interno della Federazione Russa
- Centro per l'Analisi delle Informazioni d'Intelligence.

## Ministri (1991–)
| N° | Ministro             | Mandato                             | Partito           |
| -- | -------------------- | ----------------------------------- | ----------------- |
| 1° | Andrej Dunaev        | 13 settembre 1991 – 15 gennaio 1992 | Partito Comunista |
| 2° | Viktor Erin          | 15 gennaio 1992 – 30 giugno 1995    | Ind.              |
| 3° | Anatolij Kulikov     | 6 luglio 1995 – 23 marzo 1998       | Russia Unita      |
| 4° | Sergej Stepašin      | 30 marzo 1998 – 12 maggio 1999      | Jabloko           |
| 5° | Vladimir Rušajlo     | 21 maggio 1999 – 28 marzo 2001      | Ind.              |
| 6° | Boris Gryzlov        | 28 marzo 2001 – 24 dicembre 2003    | Russia Unita      |
| 7° | Rašid Nurgaliev      | 24 dicembre 2003 - 21 maggio 2012   | Russia Unita      |
| 8° | Vladimir Kolokol'cev | 21 maggio 2012 – in carica          | Ind.              |